# Francisco Rodolfo Simch
Francisco Rodolfo Simch (Santa Cruz do Sul — 25 de outubro de 1937) foi um político e professor teuto-brasileiro.
Filho de Francisco José Simch e Ema Wild Simch. Lecionou na Escola de Engenharia de Porto Alegre de 1909 até seu falecimento, decorrente de um acidente de automóvel.
Foi o primeiro diretor do Museu do Estado, criado em 30 de janeiro de 1903, dirigindo-o até 1925, com um intervalo entre 1919 e 1922, quando assumiu interinamente Hugo Debiasi. Em 1905 o museu foi transferido para a casa de Júlio de Castilhos, e em 1907 renomeado Museu Júlio de Castilhos..